# To Sweden with Love
To Sweden with Love è un album di Art Farmer, pubblicato dalla Atlantic Records nel 1964. I brani furono registrati a Stoccolma (Svezia) nelle date indicate nella lista tracce.

## Tracce
Lato A
1. Va Dä Du? (Was It You?) – 5:21 (Brano tradizionale, arrangiamento di Art Farmer) – Registrato il 28 aprile 1964
2. De Sålde Sina Hemman (They Sold Their Homestead) – 5:55 (Brano tradizionale, arrangiamento di Art Farmer) – Registrato il 28 aprile 1964
3. Den Motsträvige Brudgummen (The Reclutant Groom) – 5:49 (Brano tradizionale, arrangiamento di Art Farmer) – Registrato il 28 aprile 1964

Lato B
1. Och Hör du Unga Dora (And Listen Young Dora) – 5:50 (Brano tradizionale, arrangiamento di Art Farmer) – Registrato il 30 aprile 1964
2. Kristallen Den Fina (The Fine Crystal) – 3:10 (Brano tradizionale, arrangiamento di Art Farmer) – Registrato il 30 aprile 1964
3. Visa Vid Midsommartid (Midsummer Song) – 6:20 (Rune Linström, Håkan Norlén) – Registrato il 30 aprile 1964

## Musicisti
- Art Farmer - flicorno
- Jim Hall - chitarra
- Steve Swallow - contrabbasso
- Pete LaRoca - batteria